# Crypturellus reai
Crypturellus reai är en utdöd fågel i familjen tinamoer inom ordningen tinamofåglar. Den beskrevs 2012 utifrån fossila lämningar från mellersta miocen funna i Argentina.